# Wang Wauk River
Wang Wauk River är ett vattendrag i Australien. Det ligger i delstaten New South Wales, i den sydöstra delen av landet, omkring 220 kilometer nordost om delstatshuvudstaden Sydney.
I omgivningarna runt Wang Wauk River växer i huvudsak städsegrön lövskog. Runt Wang Wauk River är det glesbefolkat, med 9 invånare per kvadratkilometer. Genomsnittlig årsnederbörd är 1 554 millimeter. Den regnigaste månaden är februari, med i genomsnitt 287 mm nederbörd, och den torraste är oktober, med 44 mm nederbörd.